# 1993 VK
1993 VK är en asteroid i huvudbältet som upptäcktes den 7 november 1993 av de båda japanska astronomerna Seiji Ueda och Hiroshi Kaneda i Kushiro.
Asteroiden har en diameter på ungefär 20 kilometer och den tillhör asteroidgruppen Veritas.